# La Chaîne d'or
La Chaîne d'or, ou l'Amant partagé est une nouvelle historique de Théophile Gautier parue initialement dans La Chronique de Paris les 28 mai et 11 juin 1837.

## Résumé
Au temps de Périclès, Plangon la Milésienne et Bacchide de Samos « sont sans contredit les deux plus ravissantes hétaïres de toute la Grèce. » Mais Plangon apprend que le jeune Ctésias qu'elle aime à la folie a autrefois été l'amant de sa rivale Bacchide. Jalouse, elle exige du jeune grec qu'il lui rapporte la lourde chaîne d'or que possède Bacchide, capital accumulé de toute une vie de travail et seule garantie de sa retraite. La générosité des deux hétaïres réservera une fin aussi sympathique qu'immorale.